# کورالیلو
کورالیلو (به اسپانیایی: Corralillo) یک منطقهٔ مسکونی در کوبا است که در استان ویا کلارا واقع شده‌است. کورالیلو ۸۴۳ کیلومتر مربع مساحت و ۲۷٬۵۷۱ نفر جمعیت دارد و ۱۵ متر بالاتر از سطح دریا واقع شده‌است.